# Гърдовци
Гърдовци (на македонска литературна норма: Грдовци) е село в източната част на Северна Македония, част от Община Кочани.

## География
Селото е разположено на 4 километра южно от град Кочани в Кочанската котловина на десния бряг на река Брегалница.

## История
В XIX век Гърдовци е село в Кочанска кааза на Османската империя. Според статистиката на Васил Кънчов („Македония. Етнография и статистика“) от 1900 година Гръдовци има 480 жители българи християни и 125 турци.
В началото на XX век население на селото са под върховенството на Българската екзархия. По данни на секретаря на екзархията Димитър Мишев („La Macédoine et sa Population Chrétienne“) през 1905 година в Гърдовци (Guirdovtzi) има 504 българи екзархисти и в селото работи българско училище.
При избухването на Балканската война 4 души от Гърдовци са доброволци в Македоно-одринското опълчение. След Междусъюзническата война селото остава в Сърбия.
През 1947 година е убит от засада на агенти на УДБА без съд и присъда заради българското си самосъзнание заедно с още 12 души местният жител Никола Бонев.
Според преброяване от 2002 в селото има 420 домакинство с 446 къщи.
Църквата „Света Троица“ е започната в 1932 година, а освещаването е извършено в 1970 година от митрополит Наум Злетовско-Струмишки. Църквата е изписана в 1998-1999 година от зограф Тони от Оризари.

## Личности
Родени в Гърдовци
- Ефтим Стоянов, български революционер, деец на ВМОРО, четник на Христо Хаджиандонов[7] и Симеон Клинчарски в 1915 година[8]